# Sans signe particulier
 (mai 2023).
Si vous disposez d'ouvrages ou d'articles de référence ou si vous connaissez des sites web de qualité traitant du thème abordé ici, merci de compléter l'article en donnant les références utiles à sa vérifiabilité et en les liant à la section « Notes et références ».
Pour plus de détails, voir Fiche technique et Distribution.
Sans signe particulier (Sin señas particulares) est un film mexicain réalisé par Fernanda Valadez, sorti en France en 2021.

## Synopsis
Magdalena (Mercedes Hernánde) entreprend un voyage compliqué à la recherche de son fils (Juan Jesús Varela), qui a disparu alors qu'il tentait de passer aux États-Unis. En chemin, elle rencontre Miguel (David Illescas), récemment expulsé des États-Unis, qui voyage pour retrouver sa mère dans une ville fantôme dominée par les trafiquants de drogue.  Dans le no man's land, la "zone de la mort", elle rencontre de nombreux silencieux face à la violence qui y règne, mais aussi certains qui lui donnent secrètement des informations qui lui permettront de poursuivre les recherches.

## Fiche technique
- Titre : Sans signe particulier
- Titre original : Sin señas particulares
- Réalisation : Fernanda Valadez
- Scénario : Astrid Rondero et Fernanda Valadez
- Musique : Clarice Jensen
- Photographie : Claudia Becerril Bulos
- Montage : Susan Korda,  Astrid Rondero et Fernanda Valadez
- Production : Astrid Rondero
- Société de production :Corpulenta Producciones, FOPROCINE, Avanti Pictures et EnAguas Cines y Nephilim Producciones
- Pays de production :  Mexique
- Genre : Drame
- Durée : 105 minutes
- Dates de sortie : 
  - États-Unis : 25 janvier 2020 (Festival du film de Sundance)
  - Mexique : 5 août 2021
  - France : 22 septembre 2021

## Distribution
- Mercedes Hernández : Magdalena
- David Illescas : Miguel
- Juan Jesús Varela : Jesús
- Ana Laura Rodríguez : Olivia
- Armando García : Rigo
- Laura Elena Ibarra : Chuya
- Juan Pablo Acevedo : Agent du ministère public
- Xicoténcatl Ulloa : Pedro

## Accueil
Sans signe particulier a obtenu le prix du public et du meilleur scénario notamment dans le Festival du film de Sundance en 2020.